# Wodan

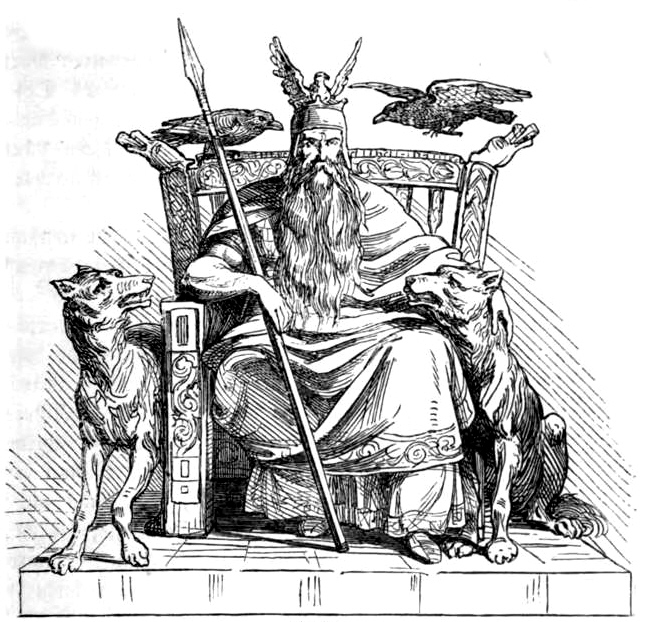
Wodan, Das festliche Jahr in Sitten, Gebräuchen und Festen der germanischen Völker, 1863

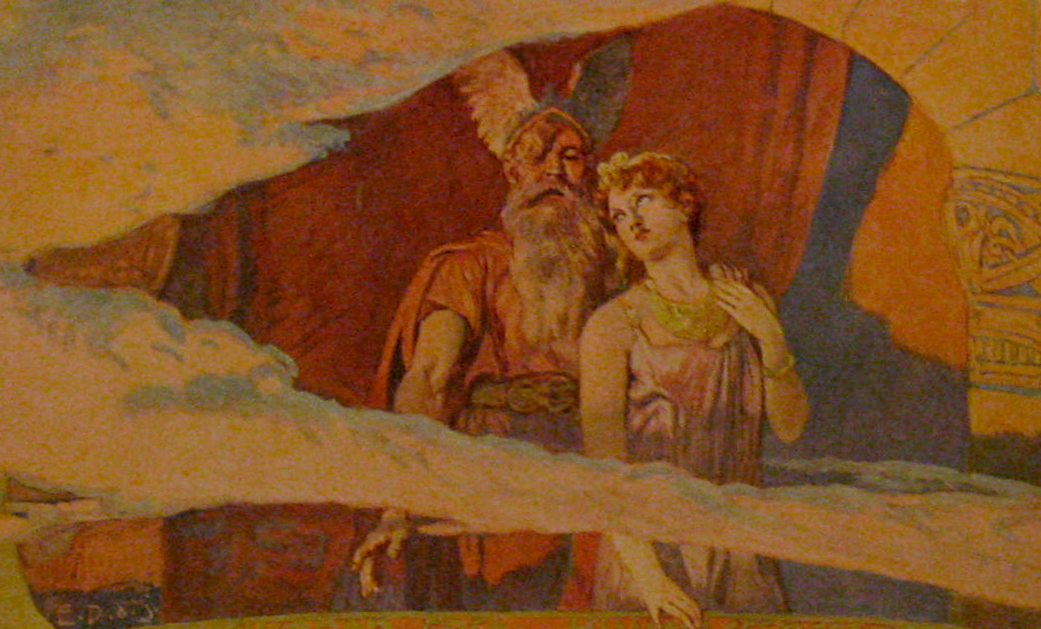
Wodan en Freya door Emil Doepler, ca. 1905

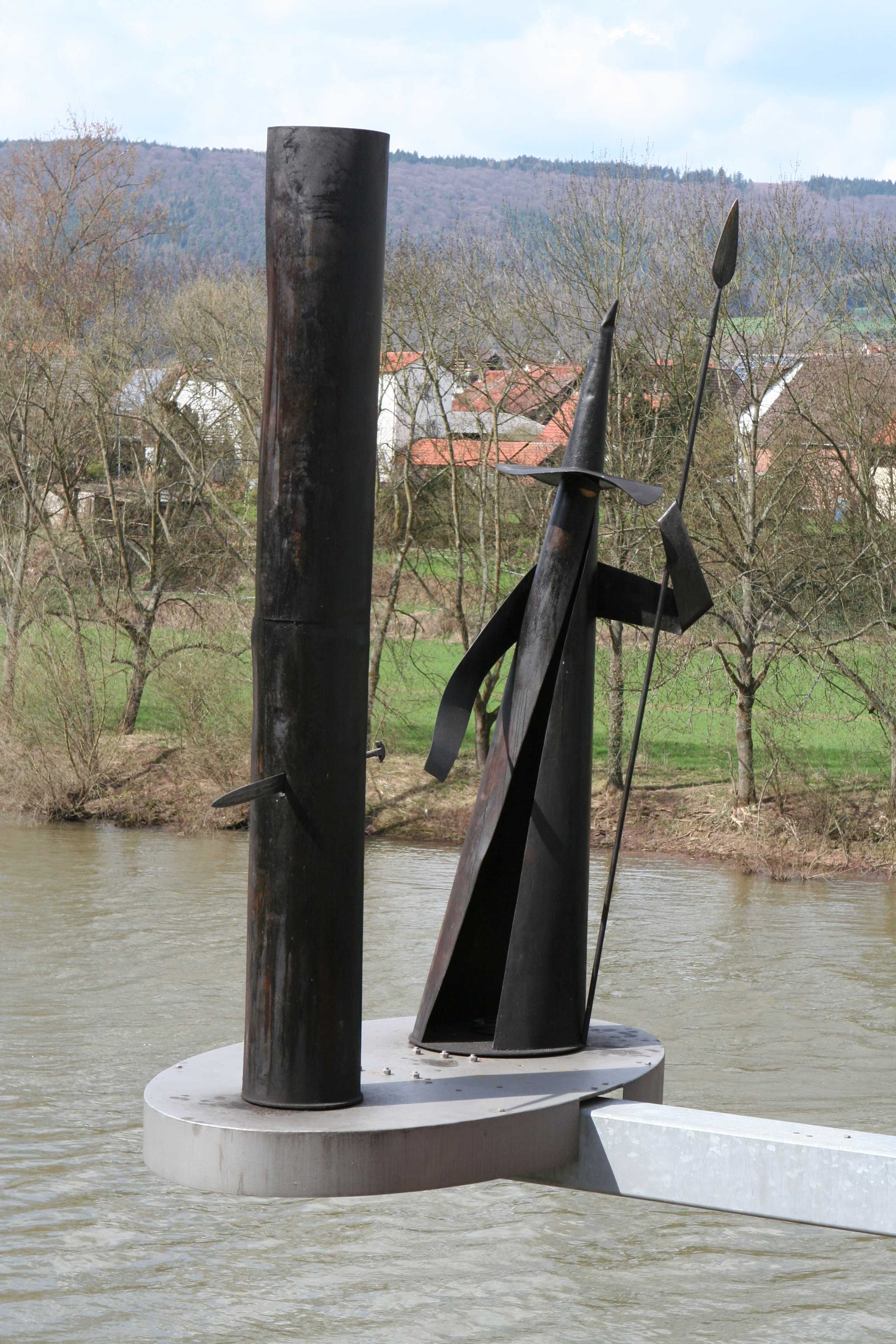
Wodan en het zwaard in de boom, Mainbruecke Freudenberg

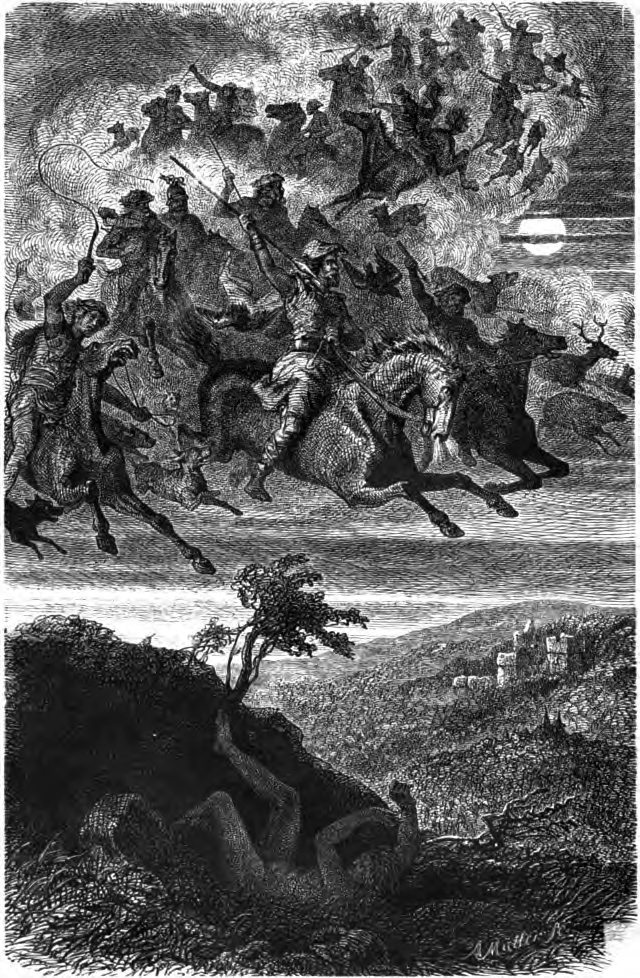
Wodan als aanvoerder van de Wilde Jacht

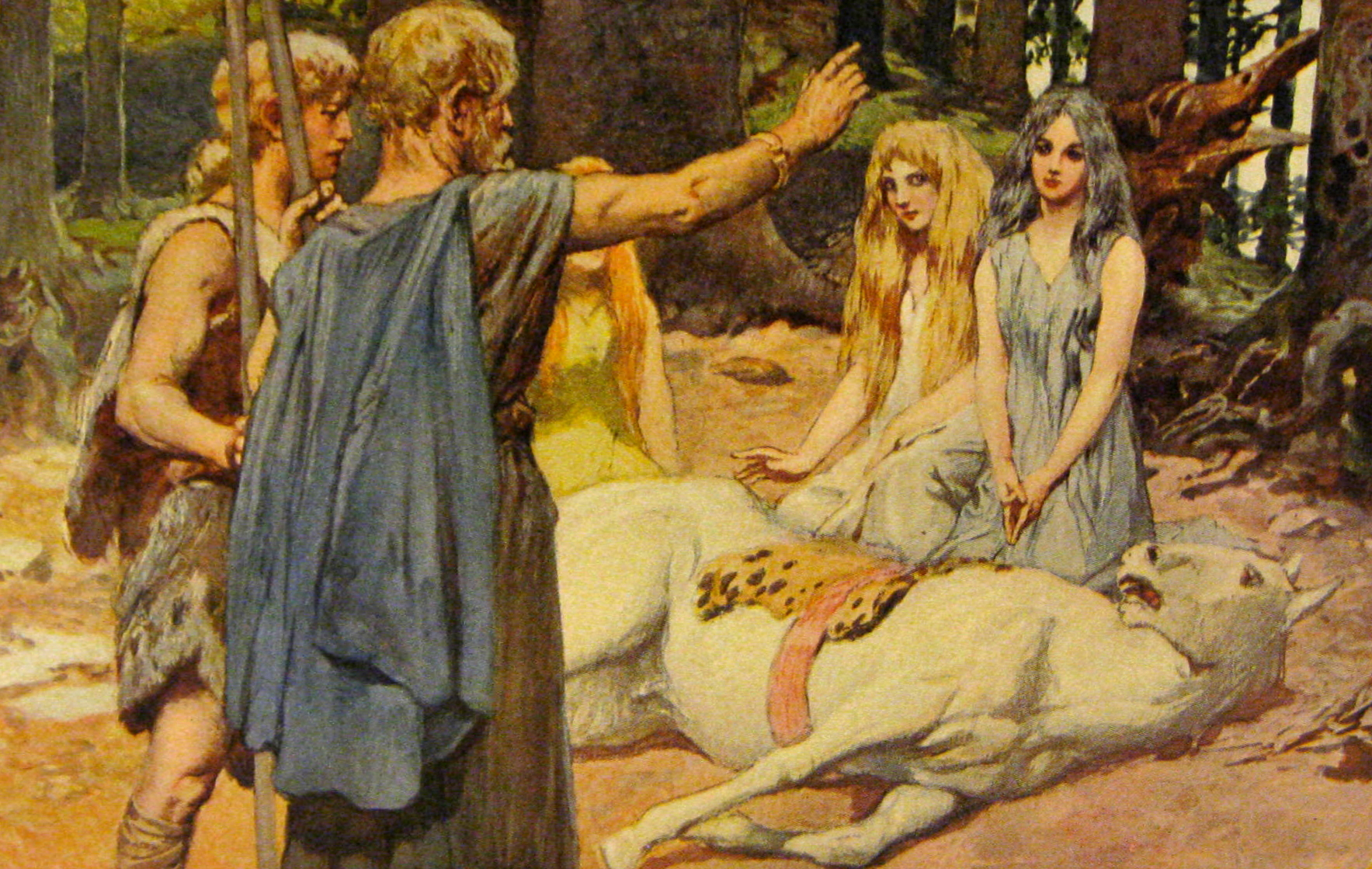
Wodan geneest het gewonde paard van Baldr.

Wodan (Fries: *Wêda, Angelsaksisch en Oudsaksisch: Woden, Oudnederlands: Wuodan, Duits: Wotan, Noors Odin) is de oppergod van de Germaanse goden in de Germaanse mythologie. Wodan wordt vereenzelvigd met de Scandinavische Odin, de stamvader van het geslacht van de Asen.
Wodan wordt in de 19e-eeuwse mythologie ook wel gekoppeld aan Holda, of Vrouw Holle. Hij wordt vergezeld door twee raven, Huginn en Muninn geheten.

## De naam Wodan in de taal
De toponiemen Woensel en Woensberg zijn mogelijk gebaseerd op de naam van Wodan, evenals de dag woensdag. Dat geldt waarschijnlijk niet voor Woensdrecht. Op grond van deze resten van de naam Wodan denkt men dat de Wodanverering in de Lage Landen verbreid is geweest.
In het Engels verwijzen de toponiemen Wednesbury, Wednesfield en Wensley alsmede het woord Wednesday ('woensdag') naar Wodan. In het Duits heeft de woensdag niet de naam van Wodan. De Katholieke Kerk verving het woord Wotanstag met het woord Mittwoch, wat staat voor de middelste dag van de week.

## Wilde jacht
Wodan stond centraal tijdens het Joelfeest, dat de Germanen vierden rond de midwinterse zonnewende. Wodan is de leider van het dodenleger, de Wilde Jacht of Wilde Heir, dat door de lucht jaagt. In Twente kent men nog het ossenhoornblazen, waarvan sommigen menen dat het van oorsprong diende om Wodan te helpen met zijn Wilde Jacht op de Fenriswolf.

## Edda
In de Proza Edda uit de 13e eeuw wordt beschreven hoe Odin (Wegendoler, Doodenmans zoon) naar Hel, de godin van de onderwereld gaat. Hij wil weten wie er sterven zal. De geest van een gestorven waarzegster (Völva) voorspelt de moord op Baldr door Hodr. Ook voorspelt ze de geboorte van een zoon van Odin, die de dood van Baldr wreken zal. Wodan beledigt Hel en spreekt de vloek uit dat zij tot de ondergang der godenwereld door toedoen van de losgebroken Loki, nooit weer een man tot haar kan laten komen.
Odin haalt (met behulp van de aardevrouw Strijdvreugde en de slang Doorbek) de verjongende drank van de lenteregen naar het Walhalla terug, nadat de reuzen deze gestolen hebben.
In de op oudere bronnen gebaseerde Poëtische Edda speelt Wodan een minder prominente rol. Hij wordt in het Hárbarðsljóð beschreven in de gestalte van Grauwbaard, een veerman. Deze houdt Thor, die zich identificeert als de zoon van Odin, tegen als die een rivier wil oversteken. Grauwbaard mag alleen eerlijke zielen overzetten op de boot van Strijdwolf. Thor schept op dat hij de reus Berggevaarte heeft gedood en nog vele andere gevechten heeft gewonnen. Odin vertelt over zijn avonturen met vrouwen en na een lange discussie vol wederzijdse spot blijft hij weigeren Thor de rivier over te zetten.
Odin wordt ook de Veelwijze genoemd.

## Afbeeldingen

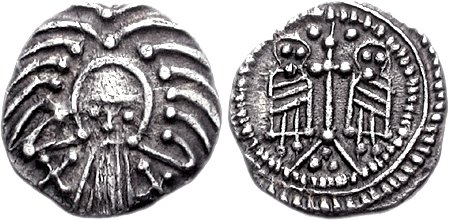
Wodans hoofd, twee figuren rond een lang voorwerp op driehoekige basis (ca. 710-760). Het lange voorwerp met stippen lijkt op een simpele weergave van de Levensboom Yggdrasil.
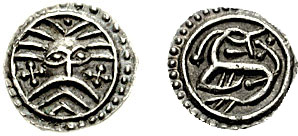
Wodans hoofd omringd door kruisen, een fabeldier, een reptielachtige die gelijkenissen vertoont met een slang, waarschijnlijk de Midgaardslang (Jutland, ca. 710-720).
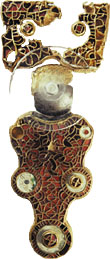
Fibula van Wijnaldum uit de zevende eeuw; de afbeelding op de kopplaat betreft de god Odin/Wodan, geflankeerd door twee wolven of beren
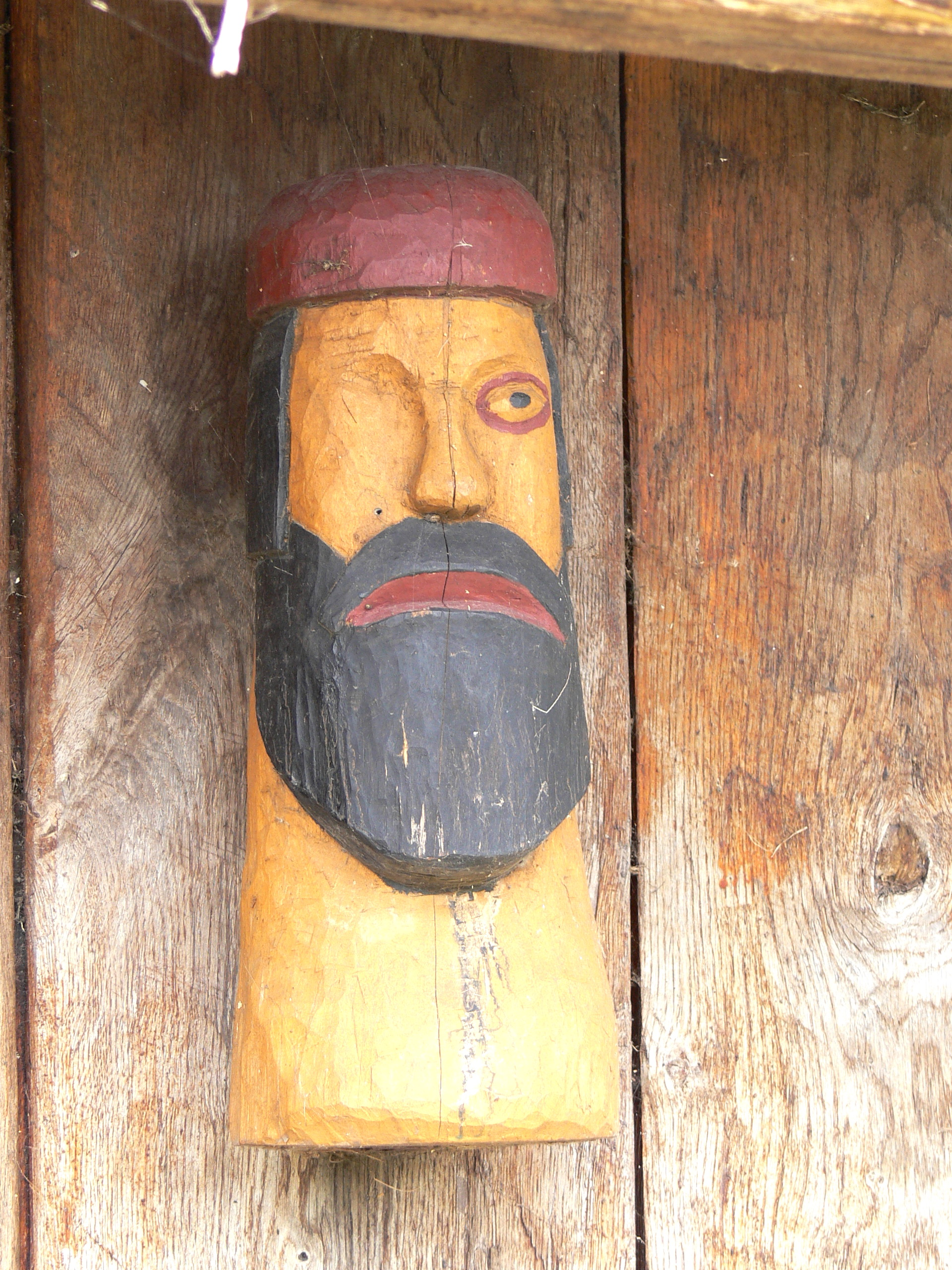
Houten beeld van Wodan (Viking museum, Skanö)

## Trivia
- Wodan is een van de belangrijkste personages in de operacyclus Der Ring des Nibelungen van Richard Wagner.
- Wodan had volgens Jacob Grimm een eigen lengtemaat uit eerbetoon, de Woedensspanne.
- Wodan werd genoemd in de Oudsaksische doopgelofte.
- De Germanen geloofden dat men Wodan kon eren door zich met een speer te laten doorboren. Men verkreeg op deze manier rechtstreeks een plaats in Walhalla.
- In een natuurgebied buiten het Gelderse dorp Wolfheze staan de Wodanseiken. Ze zijn ca. 400 jaar oud maar worden pas sinds de tweede helft van de 19e eeuw zo genoemd.
- In Drenthe werd de moederkoek van een paard hoog in een eik (paard en eik zijn gewijd aan Wodan) gehangen, zodat de raven van Wodan hem konden opeten.[5]
- Een gelijknamige houten achtbaan is gebouwd in het Duitse attractiepark Europa-park.